# Kváskovice (Drážov)
Kváskovice jsou vesnice, část obce Drážov v okrese Strakonice v Jihočeském kraji. V roce 2011 zde trvale žilo 27 obyvatel.
Vesnice leží v průměrné nadmořské výšce 709 metrů a rozloha katastrálního území je 238 hektarů.

## Historie
První písemná zmínka o vesnici pochází z roku 1544.

## Obyvatelstvo
| Rok            | 1869 | 1880 | 1890 | 1900 | 1910 | 1921 | 1930 | 1950 | 1961 | 1970 | 1980 | 1991 | 2001 | 2011 | 2021 |
| -------------- | ---- | ---- | ---- | ---- | ---- | ---- | ---- | ---- | ---- | ---- | ---- | ---- | ---- | ---- | ---- |
| Počet obyvatel | 171  | 203  | 203  | 198  | 193  | 185  | 162  | 110  | 95   | 64   | 41   | 22   | 22   | 27   | 30   |
| Počet domů     | 28   | 31   | 28   | 28   | 28   | 29   | 29   | 28   | 29   | 24   | 21   | 24   | 12   | 14   | 15   |

## Obecní správa
Při sčítání lidu v letech 1850–1929 Kváskovice byly osadou obce Nová Ves v okrese Strakonice. V letech 1930–1963 byly samostatnou obcí, se kterým patřily nejprve do okresu Strakonice, ale v roce 1950 v okrese Vimperk. Od roku 1964 jsou částí obce Drážov v okrese Strakonice.

## Pamětihodnosti
Památkově chráněné objekty:
- Kaple Panny Marie na návsi
- Areál zemědělské usedlosti č. p. 2
- Areál zemědělské usedlosti č. p. 4
- Areál zemědělské usedlosti č. p. 7
- Areál zemědělské usedlosti č. p. 10
- Areál zemědělské usedlosti č. p. 13
- Roubená chalupa č. p. 25.